# Болцано (округ)
Аутономни округ Болцано-Боцен (итал. Provincia autonoma di Bolzano, лад. Provinzia autonoma de Bulsan) је округ у оквиру покрајине Трентино-Јужни Тирол у северној Италији. Седиште округа покрајине и највеће градско насеље је истоимени град Болцано. Округ Болцано-Боцен поклапа са историјском облашћу Јужни Тирол.
Површина округа је 7.400 км², а број становника 497.240 (2008. године).

## Природне одлике
Округ Болцано-Боцен се налази у најсевернијем делу државе. Округ је планинског карактера и припада областзи високих Алпа. На крајњем северу округа налази се познати превој Бренер. Средишњим делом округа пружају се долине река Адиђе и Изарко, које се спајају код Болцана. Долински крајеви су густо насељени и привредно високо развијени, па су они „жила куцавица“ округа.

## Становништво
По последњим проценама из 2008. године у округу Болцано-Боцен живи више близу 500.000 становника. Аутохотоно становништво махом су Немци (69%) и Ладини (4%), али постоје и велика заједница Италијана (26%), махом досељених из других делова Италије током протеклих сто година. У складу са тим Италијани су махом насељени у великим градовима и њиховој околини - у Болцану (73%) и Мерану (48%). Поред аутохтоног становништва у округу живи и велики број досељеника из свих делова света. Ладинско становништво насељава неколико општина у источном делу округа.
Густина насељености је средња, око 67 ст/км², али много мања од државног просека. Међутим, долинско подручје је густо насељено, посебно око града Болцана.

## Општине и насеља
У округу Болцано-Боцен постоји 116 општина (итал. Comuni).
Најважније градско насеље и седиште округа је град Болцано (102.000 становника). Други по величини град је Мерано на западу округа, а трећи је град Бресаноне (20.000 ст.) у његовом источном делу.